# Woodsburgh
Woodsburgh é uma aldeia na vila de Hempstead no Condado de Nassau, na parte sudoeste de Long Island, no estado norte-americano de Nova Iorque. Possui menos de mil habitantes, de acordo com o censo nacional de 2020. Foi incorporada em 1912.

## Geografia
De acordo com o Departamento do Censo dos Estados Unidos, a aldeia tem uma área de 1,0 km², dos quais 0,9 km² estão cobertos por terra e 0,1 km² (xxx%) por água.

## Demografia
Desde 1920, o crescimento populacional médio, a cada dez anos, é de 19,8%.

### Censo 2020
Segundo o censo nacional de 2020, a sua população é de 897 habitantes e sua densidade populacional de 1 023,3 hab/km². Seu crescimento populacional na última década foi de 15,3%, acima do crescimento estadual de 4,2%.
Possui 306 residências que resulta em uma densidade de 349,1 residências/km² e um aumento de 2,0% em relação ao censo anterior. Deste total, 4,2% das unidades habitacionais estão desocupadas. A média de ocupação é de 3,1 pessoas por residência.
A renda familiar média é superior a 250 dólares e a taxa de emprego é de 60,9%.